# Меляков, Василий Игнатьевич
Василий Игнатьевич Меляков (1923—1988) — старший сержант Рабоче-крестьянской Красной Армии, участник Великой Отечественной войны, Герой Советского Союза (1944).

## Биография
Родился 27 декабря 1923 года в селе Кривка 2-я (ныне — Грязинский район Липецкой области). После окончания четырёх классов школы работал в колхозе. В 1941 году был призван на службу в РККА. С 1942 года — на фронтах Великой Отечественной войны.
К сентябрю 1943 года гвардии старший сержант Василий Меляков командовал миномётным расчётом 273-го гвардейского стрелкового полка 89-й гвардейской стрелковой дивизии 37-й армии Степного фронта. Отличился во время битвы за Днепр. 29 сентября 1943 года расчёт под командованием Василия Мелякова одним из первых переправился через Днепр в районе села Келеберда Кременчугского района Полтавской области Украинской ССР и принял активное участие в боях за захват и удержание плацдарма, шесть суток отражая немецкие контратаки. В тех боях Меляков получил ранение, но продолжал сражаться.
Указом Президиума Верховного Совета СССР «О присвоении звания Героя Советского Союза генералам, офицерскому, сержантскому и рядовому составу Красной Армии» от 22 февраля 1944 года за «образцовое выполнение боевых заданий командования при форсировании реки Днепр, развитие боевых успехов на правом берегу реки и проявленные при этом отвагу и геройство» был удостоен звания Героя Советского Союза с вручением ордена Ленина и медали «Золотая Звезда».
После окончания войны был демобилизован. Проживал и работал в Липецке. Умер 26 марта 1988 года.
Был также награждён орденами Отечественной войны 1-й степени и Красной Звезды, рядом медалей.
Память
В его честь названа улица в его родном селе.